# Шипово (громада)
Шипово (серб. Општина Шипово) — боснійська громада, розташована в регіоні Баня-Лука Республіки Сербської. Адміністративним центром є місто Шипово.